# Liste der Schweizer Skimeister
Die Liste der Schweizer Skimeister listet alle Sportler und Sportlerinnen auf, die den Titel des Schweizer Skimeisters sowie der Schweizer Skimeisterin gewannen.
Bei den Herren wurde der Titel des Schweizer Skimeisters ab den ersten Schweizer Skimeisterschaften anno 1905 bis zum Jahr 1933 für die Kombination aus Langlauf und Sprunglauf vergeben. Meistertitel in den einzelnen Disziplinen gab es während dieser Zeit nicht, allerdings gab es bis 1908 neben der «Internationalen Skimeisterschaft», für die der Titel des Schweizer Skimeisters vergeben wurde und die von jedem Amateur, auch ausländischen Teilnehmern, gewonnen werden konnte, noch eine «Schweizerische Skimeisterschaft des SSV», ausschliesslich für Mitglieder eines dem Schweizerischen Skiverband angehördenden Clubs, sowie eine «Skimeisterschaft für Führer», die den aktiven Bergführern vorbehalten war. Ab 1909 gab es nur noch eine «Meisterschaft der Schweiz», bei der weiterhin ausländische Teilnehmer titelberechtigt waren. 1934 wurde der Titel des Schweizer Skimeisters erstmals in der Viererkombination aus Langlauf, Sprunglauf, Abfahrt und Slalom vergeben. Seit diesem Jahr gibt es bei den Schweizer Skimeisterschaften auch Meistertitel in den einzelnen Disziplinen, ab 1943 auch in Alpiner und Nordischer Kombination. Ab 1942 wurde auch ein Juniorenmeistertitel in der Viererkombination vergeben. Seit 1947 wird die Viererkombination der Herren nicht mehr ausgetragen und kein Titel des Schweizer Skimeisters mehr vergeben. Für die Junioren wurde diese Meisterschaft (mit Ausnahme des Jahres 1947) noch bis 1951 veranstaltet.
Bei den Damen gab es erstmals 1936 beim 30. Grossen Skirennen der Schweiz in Davos offizielle Meistertitel in Abfahrt und Slalom, nachdem diese Disziplinen für die Damen fünf Jahre zuvor erstmals im Rennprogramm der Schweizer Skimeisterschaften waren. Für die Kombination beider Disziplinen (=Alpine Kombination) wurde bis 1950 der Titel der Schweizer Skimeisterin vergeben.

## Herren
(1905 bis 1933: Kombination Langlauf und Sprunglauf; 1934 bis 1946: Viererkombination Langlauf, Sprunglauf, Abfahrt und Slalom)
| Jahr | Austragungsort    | Schweizer Skimeister (Club)                |                   |
| ---- | ----------------- | ------------------------------------------ | ----------------- |
| 1905 | Glarus            | Friedrich Iselin (Glarus)                  |                   |
| 1906 | Zweisimmen        | Eduard Capiti (St. Moritz)                 |                   |
| 1907 | Davos             | Eduard Capiti (St. Moritz)                 |                   |
| 1908 | Engelberg         | Luigi Carettoni (St. Moritz)               |                   |
| 1909 | Andermatt         | Luigi Carettoni (St. Moritz)               |                   |
| 1910 | Grindelwald       | Hans Klopfenstein (Adelboden)              |                   |
| 1911 | St. Moritz        | Eduard Capiti (St. Moritz)                 |                   |
| 1912 | Klosters          | Per Simonsen (St. Moritz)                  |                   |
| 1913 | La Chaux-de-Fonds | Per Simonsen (St. Moritz)                  |                   |
| 1914 | Pontresina        | A. Udbye (St. Moritz)                      |                   |
| 1915 | nicht ausgetragen | nicht ausgetragen                          | nicht ausgetragen |
| 1916 | Engelberg         | Ernst Bächtold (Davos)                     |                   |
| 1917 | Gstaad            | Adolf Attenhofer (Davos)                   |                   |
| 1918 | Arosa             | François Parodi (St. Moritz)               |                   |
| 1919 | nicht ausgetragen | nicht ausgetragen                          | nicht ausgetragen |
| 1920 | Klosters          | Anton Maurer (Davos)                       |                   |
| 1921 | Adelboden         | Hans Eidenbenz (St. Moritz)                |                   |
| 1922 | Davos             | Peter Schmid (Gstaad)                      |                   |
| 1923 | Grindelwald       | Alexandre Girard-Bille (La Chaux-de-Fonds) |                   |
| 1924 | St. Moritz        | Josef Adolf (HDW)                          |                   |
| 1925 | Engelberg         | Knut Strömstad (Gstaad)                    |                   |
| 1926 | Wengen            | Sepp Schmid (Adelboden)                    |                   |
| 1927 | Château-d’Oex     | Walter Glaß (Deutscher Skiverband)         |                   |
| 1928 | Gstaad            | Adolf Rubi (Grindelwald)                   |                   |
| 1929 | Arosa             | Adolf Rubi (Grindelwald)                   |                   |
| 1930 | Engelberg         | Walter Bussmann (Luzern)                   |                   |
| 1931 | Adelboden         | David Zogg (Arosa)                         |                   |
| 1932 | Zermatt           | Elias Julen (Zermatt)                      |                   |
| 1933 | Einsiedeln        | Walter Prager (Davos)                      |                   |
| 1934 | Andermatt         | Elias Julen (Zermatt)                      |                   |
| 1935 | Grindelwald       | Fritz Steuri (Grindelwald)                 |                   |
| 1936 | Davos             | Willy Bernath (La Chaux-de-Fonds)          |                   |
| 1937 | Les Diablerets    | Heinz von Allmen (Wengen)                  |                   |
| 1938 | Wengen            | Hellmut Lantschner (Deutscher Skiverband)  |                   |
| 1939 | Unterwasser       | Adi Gamma (Andermatt)                      |                   |
| 1940 | Gstaad            | Heinz von Allmen (Wengen)                  |                   |
| 1941 | St. Moritz        | Heinz von Allmen (Wengen)                  |                   |
| 1942 | Grindelwald       | Otto von Allmen (Wengen)                   |                   |
| 1943 | Arosa             | Otto von Allmen (Wengen)                   |                   |
| 1944 | Gstaad            | Otto von Allmen (Wengen)                   |                   |
| 1945 | Engelberg         | Niklaus Stump (Unterwasser)                |                   |
| 1946 | Davos             | Otto von Allmen (Wengen)                   |                   |

## Damen
(Die Siegerin in der Alpinen Kombination aus Abfahrt und Slalom erhielt von 1936 bis 1950 den Titel der Schweizer Skimeisterin)
| Jahr | Austragungsort | Schweizer Skimeisterin (Club)        |
| ---- | -------------- | ------------------------------------ |
| 1936 | Davos          | Nini von Arx-Zogg (Arosa)            |
| 1937 | Les Diablerets | Elvira Osirnig (St. Moritz)          |
| 1938 | Wengen         | Christl Cranz (Deutscher Skiverband) |
| 1939 | Unterwasser    | Erna Steuri (Grindelwald)            |
| 1940 | Gstaad         | Nini von Arx-Zogg (Arosa)            |
| 1941 | St. Moritz     | Verena Fuchs (Davos)                 |
| 1942 | Grindelwald    | Verena Fuchs (Davos)                 |
| 1943 | Arosa          | Hedy Schlunegger (Wengen)            |
| 1944 | Gstaad         | Erika Paroni-Gasche (Saanen)         |
| 1945 | Engelberg      | Antoinette Meyer (Hospental)         |
| 1946 | Davos          | Hedy Schlunegger (Wengen)            |
| 1947 | Wengen         | Hedy Schlunegger (Wengen)            |
| 1948 | St. Moritz     | Lina Mittner (Chur)                  |
| 1949 | Gstaad         | Rosmarie Bleuer (Grindelwald)        |
| 1950 | Crans-Montana  | Trina Vetsch-Steiner (Unterwasser)   |

## Junioren
(Viererkombination aus Langlauf, Sprunglauf, Abfahrt und Slalom)
| Jahr | Austragungsort | Schweizer Junioren-Skimeister (Club)    |
| ---- | -------------- | --------------------------------------- |
| 1942 | Grindelwald    | Adolf Aufdenblatten (Zermatt)           |
| 1943 | Arosa          | René Jeandel (La Chaux-de-Fonds)        |
| 1944 | Gstaad         | Walter Graf (Wengen)                    |
| 1945 | Engelberg      | Jacques Moreillon (Les Martinets)       |
| 1946 | Davos          | Alfons Supersaxo (Allalin Saas-Fee)     |
| 1947 | Wengen         | nicht ausgetragen / kein Titel vergeben |
| 1948 | St. Moritz     | Hans Forrer (Wildhaus)                  |
| 1949 | Gstaad         | Hans Forrer (Wildhaus)                  |
| 1950 | Crans-Montana  | Fritz Forrer (Wildhaus)                 |
| 1951 | Adelboden      | Fritz Forrer (Wildhaus)                 |